# Hypolimnas insularis
Hypolimnas insularis är en fjärilsart som beskrevs av Schultze 1920. Hypolimnas insularis ingår i släktet Hypolimnas och familjen praktfjärilar. Inga underarter finns listade i Catalogue of Life.